# Солджер-Крік (Південна Дакота)
Солджер-Крік (англ. Soldier Creek) — переписна місцевість (CDP) в США, в окрузі Тодд штату Південна Дакота. Населення — 205 осіб (2020).

## Географія
Солджер-Крік розташований за координатами 43°19′40″ пн. ш. 100°53′50″ зх. д. / 43.32778° пн. ш. 100.89722° зх. д. (43.327825, -100.897302).  За даними Бюро перепису населення США в 2010 році переписна місцевість мала площу 31,70 км², з яких 31,69 км² — суходіл та 0,01 км² — водойми.

## Демографія
Згідно з переписом 2010 року, у переписній місцевості мешкало 227 осіб у 57 домогосподарствах у складі 48 родин. Густота населення становила 7 осіб/км².  Було 62 помешкання (2/км²).
Расовий склад населення:
| - 98,7 % — корінних американців - 0,9 % — білих |

До двох чи більше рас належало 0,4 %. Частка іспаномовних становила 1,8 % від усіх жителів.
За віковим діапазоном населення розподілялося таким чином: 41,0 % — особи молодші 18 років, 52,8 % — особи у віці 18—64 років, 6,2 % — особи у віці 65 років та старші. Медіана віку мешканця становила 22,3 року. На 100 осіб жіночої статі у переписній місцевості припадало 110,2 чоловіків;  на 100 жінок у віці від 18 років та старших — 131,0 чоловіків також старших 18 років.
За межею бідності перебувало 89,6 % осіб, у тому числі 100,0 % дітей у віці до 18 років та 100,0 % осіб у віці 65 років та старших.
Цивільне працевлаштоване населення становило 12 осіб. Основні галузі зайнятості: сільське господарство, лісництво, риболовля — 100,0 %.